# Thomas Sherlock
Pour les articles homonymes, voir Sherlock.
Thomas Sherlock (né à Londres en 1678 et mort dans cette ville le 18 juillet 1761) est un écrivain britannique, évêque de Londres.

## Biographie
Fils du chanoine William Sherlock (1641–1707), il se fait un nom comme prédicateur. Il est successivement évêque de Bangor (1728), de Salisbury (1734), et enfin de Londres (1748).

## Œuvres
On a de lui :
- des Sermons ;
- The Tryal of the Witnesses of the Resurrection of Jesus (1729), traduit en français par Lemoine en 1732 sous le titre Les Témoins de la résurrection de J.-C. examinés et jugés selon les règles du barreau. C'est une réponse à l'ouvrage de Thomas Woolston Discourses on the Miracles (Discours sur les miracles) ;
- The Use and Interest of Prophecy in the Several Ages of the World (1725), traduit en français en 1733 sous le titre Traité de l'usage et des fins des prophéties. C'est une réponse à l'ouvrage de Anthony Collins Discourse of the Grounds and Reasons of the Christian Religion (Discours sur les bases et les preuves de la religion chrétienne).